# 25415 Jocelyn
25415 Jocelyn è un asteroide della fascia principale. Scoperto nel 1999, presenta un'orbita caratterizzata da un semiasse maggiore pari a 2,3321779 UA e da un'eccentricità di 0,0525544, inclinata di 2,97259° rispetto all'eclittica.